# Schladen-Werla
Schladen-Werla är en kommun i Landkreis Wolfenbüttel i förbundslandet Niedersachsen i Tyskland.
Kommunen bildades 1 november 2013 genom en sammanslagning av staden Hornburg och de tidigare kommunerna Gielde, Schladen samt Werlaburgdorf.